# Camió del Nadal de Coca-Cola
El camió del Nadal de Coca-Cola és un camió d'ús publicitari de l'empresa The Coca-Cola Company que està molt il·luminat i visita diversos països del món (Austràlia, Regne Unit, Irlanda i Dinamarca). És una campanya publicitària utilitzada per a augmentar les vendes en hivern. És una estratègia publicitària que es realitza des de principis de la dècada del 1990, tenint un èxit creixent per la seua presència física i per la imatge que va recórrer el món.
A Rússia és conegut des de l'aparició a un anunci del 2008.
Des del 2010 el camió era passejat pel Regne Unit. El 2017 va ser mostrat a Austràlia per primera vegada, col·laborant amb The Salvation Army. Eixe mateix any el cap de Public Health England va criticar que el camió passara per poblacions amb taxes infantils d'obesitat i càries superiors a la mitjana i a més exhortà els ajuntaments a prohibir l'entrada d'aquest camió.